# Rừng đen (phim)
Rừng đen là một bộ phim chính kịch điện ảnh Việt Nam năm 2007 do Vương Đức đạo diễn, dựa trên kịch bản Người vớt củi của Lê Ngọc Linh. Phim có sự tham gia của các diễn viên Thạch Kim Long, Nguyễn Thị Kiều Trinh và Trần Văn Duống.
Rừng đen đã xuất sắc giành giải khuyến khích (chia sẻ với Em muốn làm người nổi tiếng) cũng như nam diễn viên phụ xuất sắc nhất cho Trần Văn Duống tại lễ trao giải cánh diều vàng 2007. Ngoài ra phim cũng đoạt giải Bông sen bạc cho phim truyện điện ảnh xuất sắc nhất năm 2007 cùng Trăng nơi đáy giếng.

## Nội dung
Rừng đen là câu chuyện về sự ly tán của một gia đình thợ rừng, những người dám đốn cây cổ thụ và xâm phạm tính linh thiêng của cánh rừng già. Sau khi đi tù thay cha, Hoạt tìm đường vào rừng để gặp lại cha và anh trai. Trong lúc chờ đò qua sông, Hoạt gặp Vân mà không biết rằng cô là người tình của cha mình.
Trước lúc nghỉ nghề thợ rừng và chuyển giao quyền làm chủ nhóm cho Hoạt, ông Bền quyết định làm một phi vụ đặc biệt. Ông hạ cây Sưa thiêng gần thác Đen. Hàng chuỗi những tai nạn xảy ra sau đó, nhưng ông Bền vẫn cố đốn cây này. Ông yêu cầu Hoạt về bến Củi đợi để đón bè gỗ Sưa trong những ngày mưa lũ bắt đầu.
Tại bến Củi, Hoạt gặp lại Vân. Anh bị giằng xé giữa tình yêu và tình cha con. Vào ngày sẽ thay đổi số phận của toàn bộ các nhân vật, một cơn mưa đen đổ xuống như lời cảnh báo tồi tệ nhất từ phía thiên nhiên. Cha anh, lão Bền, phường trưởng hội đốn gỗ, kẻ không biết sợ thần linh, đã mất mạng bởi chính lòng tham và sự hung hãn của mình khi hạ lệnh đốn cây đại thụ uy nghiêm - linh hồn của đại ngàn.

## Diễn viên
- Thạch Kim Long vai Hoạt
- Kiều Trinh vai Vân
- Trần Văn Duống vai lão Bền
- Trần Hạnh vai Thợ rừng già
- Minh Nguyệt vai Mỹ
- Ngọc Tú vai Thợ rừng trẻ
- Vũ Đình Thân[2] vai Sếnh
- Trần Ngọc Bích vai Bà buôn rượu

## Giải thưởng
Tại lễ trao giải Cánh diều 2007, Rừng đen và Em muốn làm người nổi tiếng đã giành giải thưởng khuyến khích trong khi diễn viên Trần Văn Duống nhận giải nam diễn viên phụ xuất sắc nhất.
Tại Liên hoan phim Việt Nam lần thứ 16, Rừng đen nhận được giải Bông sen bạc cho phim truyện điện ảnh xuất sắc cùng Trăng nơi đáy giếng.

## Phê bình
Phim bị chê vì lạm dụng cảnh nóng và yếu tố tình dục giới tính để câu khách.